# Amarcord
Amarcord is een autobiografische film van Federico Fellini uit 1973, die verhaalt over een jaar van zijn jeugd in het fascistische Rimini van 1937.
De film bevat geen echte plot, maar is een aaneenschakeling van herinneringen van de hoofdpersoon. Hij begint als in het voorjaar de pluisjes van de populieren door de lucht vliegen, en eindigt als een jaar later de pluisjes weer verschijnen, tijdens de bruiloft van de mooiste vrouw van de stad.
In de film zijn naast de familie- en jeugdperikelen van de hoofdpersoon ook de maatschappelijke ontwikkelingen van voor de Tweede Wereldoorlog zichtbaar; de opkomende elementen van de fascistische staat duiken geregeld op en staan tegenover het communisme dat de vader van de hoofdpersoon aanhangt.
Beroemd is de scène waarin oom Teo, uit het gesticht gehaald voor een dagje op het platteland, in een boom is geklommen om daar over het landschap zijn hartenkreet uit te schreeuwen: voglio una donna! (Ik wil een vrouw!). Niemand krijgt hem naar beneden, tot de dwergnon uit het gesticht is opgehaald die hem met een korte maar hartgrondige tekst uit de boom praat.
Fellini's huiscomponist Nino Rota componeerde de muziek voor deze film. Fellini won met Amarcord een Oscar voor de beste buitenlandse film.

## Rolverdeling
| Acteur                   | Personage            | Beschrijving       |
| ------------------------ | -------------------- | ------------------ |
| Pupella Maggio           | Miranda Biondi       | Titta's moeder     |
| Armando Brancia          | Aurelio Biondi       | Titta's vader      |
| Magali Noël              | Gradisca             | haarkapster        |
| Ciccio Ingrassia         | Teo                  | Titta's oom        |
| Nando Orfei              | Lallo or "Il Pataca" | Titta's oom        |
| Bruno Zanin              | Titta                |                    |
| Josiane Tanzilli         | Volpina              |                    |
| Maria Antonietta Beluzzi |                      | sigarenhandelaar   |
| Giuseppe Ianigro         |                      | Titta's grootvader |
| Stefano Proietti         | Oliva                | Titta's broer      |
| Alvaro Vitali            | Naso                 |                    |
| Bruno Scagnetti          | Ovo                  |                    |
| Fernando De Felice       | Cicco                |                    |
| Bruno Lenzi              | Gigliozzi            |                    |
| Gianfranco Marrocco      | Count Poltavo        |                    |
| Francesco Vona           | Candela              |                    |
| Donatella Gambini        | Aldina Cordini       |                    |